# Come 2 Belgium (album)
Come 2 Belgium is het (Engelstalige) debuutalbum van de Belgisch/Nederlandse band Skitsoy.
Het album werd opgenomen in de Bauwhaus Studio's in Amsterdam, Nederland en kwam uit in 2005 bij Strictly Confidential.

## Tracklist
1. Disconnect
2. On Fire
3. Message
4. One Good Reason
5. Never Forgive
6. Brain***king
7. Survive
8. Can't Loose
9. What Do We Have Today
10. Come 2 Belgium
11. Money

## Meewerkende artiesten
- Producer:
  - Attie Bauw
- Muzikanten:
  - Franky De Smet-Van Damme (zang)
  - Jack Pisters (gitaar, sitar)
  - Jef Aerden (drums)
  - Peter Fizgal (gitaar)
  - Yannick Uyttenhove (basgitaar)